# 埃科拉孔布
埃科拉孔布（法語：Ecot-la-Combe，法語發音：[eko la kɔ̃b]）是法国上马恩省的一个市镇，位于该省中部，属于肖蒙区。

## 地理
埃科拉孔布（48°12'31"N, 5°22'55"E）面积20.93 平方千米，位于法国大東部大區上马恩省，该省份为法国东北部内陆省份，北起马恩省和默兹省，西接奥布省，西南接科多尔省，东南接上索恩省，东临孚日省。
与埃科拉孔布接壤的市镇（或旧市镇、城区）包括：昂德洛-布朗什维尔、罗尼翁河畔布尔东、克兰尚、孔西尼、马努瓦、里莫库尔、圣布兰。

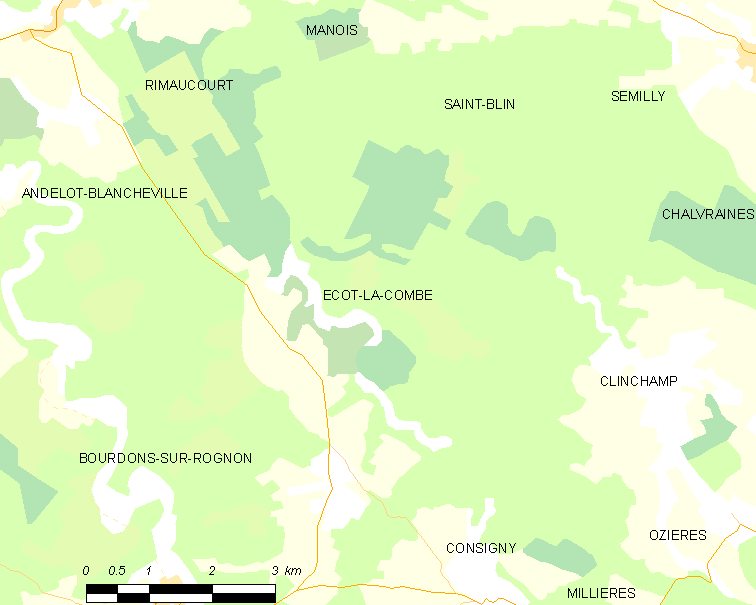
埃科拉孔布的OSM定位图

埃科拉孔布的时区为UTC+01:00、UTC+02:00（夏令时）。

## 行政
埃科拉孔布的邮政编码为52700，INSEE市镇编码为52183。

## 政治
埃科拉孔布所属的省级选区为博洛涅县。

## 人口

1962-2008年间埃科拉孔布人口变化图示

埃科拉孔布于2022年1月1日时的人口数量为39人。